# Krosno (Pasłęk)
Krosno (deutsch Krossen) ist ein Ort in der polnischen Woiwodschaft Ermland-Masuren. Er gehört zur Gmina Pasłęk (Stadt-und-Land-Gemeinde Preußisch Holland) im Powiat Elbląski (Kreis Elbing).

## Geographische Lage
Krosno liegt im nördlichen Westen der Woiwodschaft Ermland-Masuren, vier Kilometer westlich der früheren Kreisstadt Preußisch Holland (polnisch Pasłęk) bzw. 15 Kilometer südöstlich der jetzigen Kreismetropole Elbląg (deutsch Elbing).

## Geschichte
Das einst Pazlok genannte Dorf wurde vor 1307 gegründet, hieß nach 1308 Crossen, schrieb sich nach 1820 Croßen und schließlich nach 1871 Krossen. In Krossen entdeckte man einen Friedhof aus dem 9. bis 13. Jahrhundert und wertvolle Fundstücke mit Keramik aus eben dieser Zeit.
Krossen war im Jahre 1785 ein königliches und köllmisches Dorf mit 13 Feuerstellen, 1820 ein königliches Bauerndorf mit 14 Feuerstellen bei 101 Einwohnern.
Im Jahre 1874 kam Krossen zum neu errichteten Amtsbezirk Weeskenhof (polnisch Rzeczna) im ostpreußischen Kreis Preußisch Holland im Regierungsbezirk Königsberg. 251 Einwohner zählte Krossen im Jahre 1910, zugehörig waren die Ortschaften Abbau Krossenfelde (polnisch Krosienko) und Mühle Krossen (Krosno-Młyn). Die Einwohnerzahl stieg bis 1933 auf 282.
Im Jahre 1937 wurde der Amtsbezirk Weeskenhof in „Amtsbezirk Drauesenhof“ (polnisch Drużno) umbenannt. Die Einwohnerzahl Krossens belief sich im Jahre 1939 auf 273.
In Kriegsfolge kam 1945 das gesamte südliche Ostpreußen zu Polen. Krossen erhielt die polnische Namensform „Krosno“ und ist heute eine Ortschaft im Verbund der Gmina Pasłęk (Stadt-und-Land-Gemeinde Preußisch Holland) im Powiat Elbląski (Kreis Elbing), von 1975 bis 1998 der Woiwodschaft Elbląg, seither der Woiwodschaft Ermland-Masuren zugehörig.

## Religion
Krossen war bis 1945 in die evangelische Pfarrkirche der Stadt Preußisch Holland in der Kirchenprovinz Ostpreußen der Kirche der Altpreußischen Union eingegliedert. Heute gehört Krosno zur Pasłęker St.-Georgs-Kirche in der Diözese Masuren der Evangelisch-Augsburgischen Kirche in Polen.
Seitens der römisch-katholischen Kirche ist die Zugehörigkeit vor und nach 1945 die gleiche geblieben: zur Pfarrei St. Josef in Pasłęk, jetzt im Dekanat Pasłęk 1 im Bistum Elbląg.

## Verkehr
Krosno liegt verkehrsgünstig an zwei Woiwodschaftsstraßen:

> der DW 513, die – die Städte Lidzbark Warmiński (Heilsberg), Orneta (Wormditt) und Pasłęk (Preußisch Holland) miteinander verbindend – von Wozławki (Wuslack) nach hier führt, und

> der DW 527, die von Dzierzgoń (Christburg) über Pasłęk und Morąg (Mohrungen) bis nach Olsztyn (Allensein) verläuft und dabei einen längeren Abschnitt der früheren deutschen Reichsstraße 133 befährt.
Die nächste Bahnstation Krosnos ist Bogaczewo (Güldenboden). Sie liegt an der im regelmäßigen Bahnverkehr betriebenen Bahnstrecke Olsztyn–Bogaczewo.